# Оскар Фрід
Оскар Фрід (нім. Oskar Fried; * 10 серпня 1871, Берлін, — † 5 липня 1941, Москва) — німецький диригент і композитор.

## Біографія
Навчався композиції у Енгельберта Гумпердінка. Як диригент виступав у містах Німеччини, інших країн Європи (в тому числі в Росії, 1905) і Америки. З 1904 року керував у Берліні товариством любителів музики і Співочим союзом. Був першим іноземним диригентом, які приїхали в Радянську Росію. У 1922 році відбулася його зустріч з В. І. Леніним, що зробила вирішальний вплив на подальшу долю Фріда. У 1931—1932 роках провів у Москві цикл концертів із творів Бетховена. Концертував у багатьох країнах. Після приходу до влади у Німеччині фашистів емігрував. З 1934 року жив у Москві (1940 прийняв радянське громадянство), керував оркестром Радіокомітету СРСР.

## Творчість
Фрід був гарячим і невпинним пропагандистом нового: з його ім'ям пов'язано багато прем'єр творів Бузоні, Шенберга, Стравінського, Сібеліуса, Ф. Діліуса; він першим познайомив слухачів багатьох країн з низкою творів Малера, Р. Штрауса, Скрябіна, Дебюссі, Равеля.